# فینال‌های ان‌بی‌ای ۱۹۵۱
سری فینال‌های قهرمانی جهان ان‌بی‌ای ۱۹۵۱ بازی‌های پایانی ان‌بی‌ای برای قهرمانی فصل ۵۱–۱۹۵۰ ان‌بی‌ای می‌باشد. تیم‌های راچستر رویالز، قهرمان منطقهٔ غرب، برابر نیویورک نیکس، قهرمان منطقهٔ شرق، در یک سری بهترین از هفت (۴ برد از ۷ بازی) مقابل هم قرار گرفتند که با مزیت بازی خانگی برای راچستر همراه بود.
راچستر در سه بازی نخست، دو بازی در خانه، پیروز شد، اما نیویورک در سه بازی بعدی، دو بازی در خانه، پیروز شد. این نخستین فینال بی‌ای‌ای یا ان‌بی‌ای بود (که از سال ۱۹۴۷ تا ۱۹۵۱ برگزار شده‌بود) که برای مشخص شدن برنده، سری به بازی هفتم کشیده می‌شد، راچستر با چهارمین برد خود توانست به پیروزی در این سری دست یابد.
این هفت بازی در پانزده روز برگزار گردید، در شنبه و یکشنبه، ۷ و ۸ آوریل، در راچستر، و بازی سوم و چهارم هم چهارشنبه و جمعهٔ همان هفته در شهر نیویورک انجام شد. بازی هفتم نیز روز ۲۱ آوریل در راچستر برگزار شد. در مجموع بازی‌های پس از فصل ۳۳ روز به طول انجامید که در آن هر دو تیم راچستر و نیویورک ۱۴ بازی انجام دادند.
رویالز در نخستین دور بازی‌های حذفی خود، فورت وین پیستونز را در دور نیمه‌نهایی بخش، و مینیاپولیس لیکرز، مدافع عنوان قهرمانی و قهرمان دو دورهٔ گذشته را در فینال بخش شکست داد، در حالی که در سمت دیگر نیکس در دور نیمه‌نهایی بخش، بوستون سلتیکس و در در دیدار پایانی بخش، سیراکیوس نشنالز را شکست داد. این نخستین حضور این دو تیم در سری فینال‌ها بود، و همچنین نخستین فینال با حضور دو تیمی بود که پس از سری فینال سال ۱۹۴۷ به فینال نرسیده بودند.

## خلاصه سری
| بازی   | تاریخ    | تیم میزبان    | نتیجه       | تیم مهمان     |
| ------ | -------- | ------------- | ----------- | ------------- |
| بازی ۱ | ۷ آوریل  | راچستر رویالز | ۹۲–۶۵ (۱–۰) | نیویورک نیکس  |
| بازی ۲ | ۸ آوریل  | راچستر رویالز | ۹۹–۸۴ (۲–۰) | نیویورک نیکس  |
| بازی ۳ | ۱۱ آوریل | نیویورک نیکس  | ۷۱–۷۸ (۰–۳) | راچستر رویالز |
| بازی ۴ | ۱۳ آوریل | نیویورک نیکس  | ۷۹–۷۳ (۱–۳) | راچستر رویالز |
| بازی ۵ | ۱۵ آوریل | راچستر رویالز | ۸۹–۹۲ (۳–۲) | نیویورک نیکس  |
| بازی ۶ | ۱۸ آوریل | نیویورک نیکس  | ۸۰–۷۳ (۳–۳) | راچستر رویالز |
| بازی ۷ | ۲۱ آوریل | راچستر رویالز | ۷۹–۷۵ (۴–۳) | نیویورک نیکس  |

رویالز برندهٔ سری ۴–۳
نخستین قهرمانی راچستر رویالز/ساکرامنتو کینگز در قهرمانی ان‌بی‌ای.

## یادداشت
1. ↑  اتحادیهٔ بسکتبال آمریکا (BAA) سه دوره، از ۴۷–۱۹۴۶ تا ۴۹–۱۹۴۸ برگزار گردید، سری فینال‌های همهٔ آن‌ها به صورت بهترین از هفت بود. ان‌بی‌ای، بی‌ای‌ای را به عنوان بخشی از تاریخ خود به رسمیت می‌شناسد، بعضاً بدون هیچ توضیحی.[۲]

ان‌بی‌ای در واقع با ادغام بی‌ای‌ای و رقیب قدیمی آن، لیگ ملی بسکتبال (ان‌بی‌ال)، در سال ۱۹۴۹ ایجاد گردید. مسابقات قهرمانی NBL در دوازده دوره برگزار شد که بازی‌های سری فینال به صورت بهترین از پنج (۳ برد از ۵ بازی) برگزار می‌شد.